# Al Amn al Chas
Służba Bezpieczeństwa Wojskowego (al-Amn al-Chas) – pion irackiego wywiadu, podlegający prezydentowi, powstały za czasów Saddama Husajna w celu kontroli środków finansowych znajdujących się w zagranicznych bankach. Na czele Służby Bezpieczeństwa Wojskowego stał zięć Saddama Husajna, Husajn Kamel al-Madżid.